# Jornal das Dez
Jornal das Dez é um telejornal noturno brasileiro, é o principal produzido e transmitido pela GloboNews, com entrevistas, debates, correspondentes internacionais e comentaristas que analisam os principais fatos do Brasil e do mundo, que vai ao ar diariamente a partir das 22h.

## Histórico de apresentadores
Vários apresentadores já passaram pela bancada do telejornal nas sucursais de São Paulo e Brasília, entre eles, Lílian Amarante, Veruska Donato, Mônica Waldvogel, Guto Abranches, Carlos Alberto Sardenberg, Mariana Godoy e Dony De Nuccio  em São Paulo; e Fábio William, Adriana Mota e Mônica Carvalho em Brasília. Vários comentaristas, como Tereza Cruvinel e Franklin Martins (política) e Emir Sader (internacional) já passaram pelo telejornal.
Em 2006, Veruska Donato, então apresentadora paulista do telejornal, foi para a reportagem da Rede Globo e em sua substituição entrou Mônica Waldvogel, que desde 18 de novembro de 2008 passou a apresentar o o Entre Aspas. Entre novembro de 2008 e abril de 2009, Carla Lopes esteve na apresentação sendo substituída posteriormente por Carlos Alberto Sardenberg, que era comentarista de economia. Em agosto de 2010, Sardenberg volta a ser comentarista e Ricardo Lessa assume a apresentação em São Paulo.
Em 2011, Mariana Godoy assume o posto em São Paulo, ficando até o ano seguinte, quando a mesma passou a ser a titular no Rio de Janeiro, no lugar de André Trigueiro, que passou a se dedicar ao programa Cidades e Soluções. Com a chegada de Mariana, o jornalístico ganhou novos apresentadores e comentaristas em São Paulo e Brasília: Dony De Nuccio passou a ancorar o jornal de SP e ser o comentarista econômico e Renata Lo Prete passou a ser a comentarista política na cidade. Enquanto em Brasília, os comentários políticos ficaram a cargo de Gerson Camarotti e os comentários econômicos com João Borges.
Em 2014, Godoy deixa a emissora e Eduardo Grillo assume a apresentação do jornal. No ano seguinte, Grillo pede demissão da emissora, e o jornal passa a ser apresentado por Dony De Nuccio. Dony ficara no jornal até julho de 2017, quando deixou a apresentação para assumir o Jornal Hoje, na Rede Globo. Com isso, Renata Lo Prete passa a assumir o jornal, que será ancorado de São Paulo. Porém, em dezembro do mesmo ano Renata Lo Prete assume o Jornal da Globo, após a saída de William Waack. Natuza Nery assumiu as funções da colega, mas a emissora escalou Heraldo Pereira como titular, que ainda em 2018 passou a apresentar o telejornal diretamente de Brasília. A emissora confirmou para março de 2018 a estreia de Heraldo Pereira na bancada.
Em abril de 2020, o comentarista econômico João Borges deixou a emissora depois de dezessete anos, a maior parte no Jornal das Dez, para ser porta-voz da Federação Brasileira de Bancos (Febraban).
Em 14 de maio de 2021, a GloboNews anunciou a saída de Heraldo Pereira do telejornal, que retornou à TV Globo como comentarista do Bom Dia Brasil, substituindo Giuliana Morrone. Com isso, o Jornal das Dez voltou a ser veiculado a partir da sede no Rio de Janeiro, ancorado por Aline Midlej. Em 2023, Midlej anunciou que esperava uma bebê, com isso durante a licença maternidade da apresentadora o telejornal deverá ser apresentado por Nilson Klava, genro do ex-diretor de jornalismo da empresa em Minas, Marcelo Matte, o escolhido é visto pela diretoria como tendo a mesma vocação de nomes como Patricia Poeta e Tiago Leifert: soube mirar-se no exemplo dos familiares para construir sua carreira com seriedade e compromisso.